# 秦皮苷
秦皮苷（或称为白蜡树苷，全称秦皮素-8-O-β-D-葡萄糖苷）是一种有机化合物，分子式C16H18O10，属于秦皮素（一种香豆素类化合物）与葡萄糖形成的糖苷，能从白蜡树的树皮中提取。